# Wolfertshofen (Breitenbrunn)
Wolfertshofen ist ein Gemeindeteil des Marktes Breitenbrunn im Landkreis Neumarkt in der Oberpfalz in Bayern. 

## Geographie
Das Kirchdorf liegt südöstlich des Gemeindesitzes im Oberpfälzer Jura auf 480 m ü. NHN auf der Jurahochfläche. 
Man erreicht den Gemeindeteil vom Gemeindesitz her über die Siegertshofener Straße oder über die Kreisstraße NM 13, indem man in Langenthonhausen die Gemeindeverbindungsstraße nach Leiterzhofen und dann weiter nach Wolfertshofen nimmt.

## Geschichte
1116 ist ein Ortsadeliger Burchard von Wolfertshofen genannt, der zwei Töchter im Kloster Weihenstephan hatte. 1194 ist als Eichstätter Ministeriale ein Friedrich von Wolfertshofen genannt.
Im Königreich Bayern (ab 1806) gehörte Wolfertshofen zur Ruralgemeinde Erggertshofen im Land-/Amtsgericht Hemau. In dem Kirchdorf lebten
- 1861 35 Einwohner (21 Gebäude),[3]
- 1871 57 Einwohner (19 Gebäude) bei einem Großviehbestand von 5 Pferden und 38 Stück Rindvieh,[4]
- 1900 44 Einwohner in sieben Wohngebäuden,[5]
- 1925 37 Einwohner in sieben Wohngebäuden,[6]
- 1950 47 Einwohner in sieben Wohngebäuden.[7]

Mit der Gebietsreform in Bayern wurde die im Landkreis Parsberg gelegene Gemeinde Erggertshofen 1972 aufgelöst und die Gemeindeteile in den Markt Breitenbrunn und damit in den Landkreis Neumarkt eingegliedert. 1987 hatte Wolfertshofen bei wiederum sieben Wohngebäuden 28 Einwohner.

## Kirchliche Verhältnisse
Das Kirchdorf gehört als Filiale St. Georg zur katholischen Pfarrei Eutenhofen. Das Langhaus von St. Georg wurde im 18. Jahrhundert an den Turm der romanischen Vorgängerkirche angebaut. Die Kirche gilt als Baudenkmal. 1937 wohnten im Ort 35 Katholiken (und keine Nicht-Katholiken).